# Liste der Wappen in der Provinz Sondrio
Die Liste der Wappen in der Provinz Sondrio beinhaltet alle in der Wikipedia gelisteten Wappen der Orte in der Provinz Sondrio in der Region Lombardei in Italien. In dieser Liste werden die Wappen mit dem Gemeindelink angezeigt.

## Wappen der Provinz Sondrio

Provinz Sondrio
Lage der Provinz in Italien

## Wappen der Gemeinden der Provinz Sondrio

Albaredo per San Marco
Albosaggia
Andalo Valtellino
Ardenno
Bema
Berbenno di Valtellina
Bianzone
Bormio
Buglio in Monte
Caiolo
Campodolcino
Caspoggio
Castello dell’Acqua
Castione Andevenno
Cedrasco
Cercino
Chiavenna
Chiesa in Valmalenco
Cino
Civo
Colorina
Cosio Valtellino
Dazio
Delebio
Dubino
Faedo Valtellino
Forcola
Fusine
Gerola Alta
Gordona
Grosio
Grosotto
Lanzada
Livigno
Lovero
Madesimo
Mantello
Mazzo di Valtellina
Mello
Menarola
Mese
Montagna in Valtellina
Morbegno
Novate Mezzola
Pedesina
Piantedo
Piateda
Piuro
Poggiridenti
Ponte in Valtellina
Postalesio
Prata Camportaccio
Rasura
Rogolo
Samolaco
San Giacomo Filippo
Sernio
Sondalo
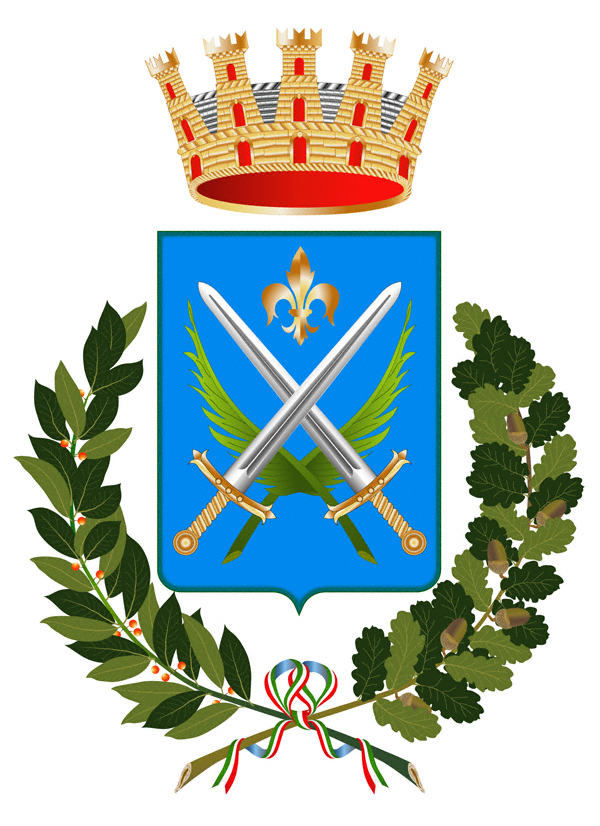
Sondrio
Spriana
Talamona
Tartano
Teglio
Tirano
Torre di Santa Maria
Tovo di Sant’Agata
Traona
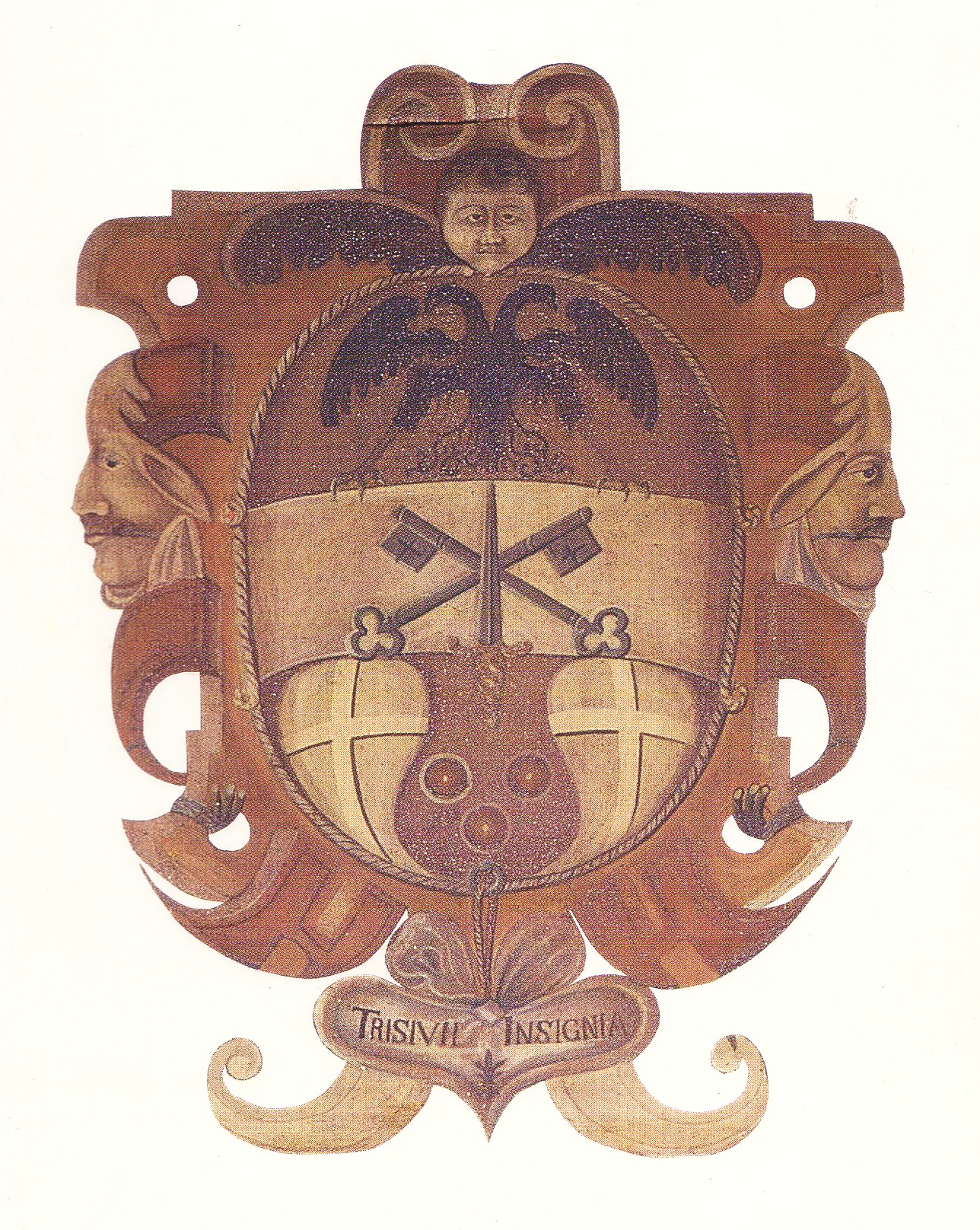
Tresivio
Val Masino
Valdidentro
Valdisotto
Valfurva
Verceia
Villa di Chiavenna
Villa di Tirano